# Trần thư
| Nhị thập tứ sử | Nhị thập tứ sử | Nhị thập tứ sử              | Nhị thập tứ sử |
| -------------- | -------------- | --------------------------- | -------------- |
| STT            | Tên sách       | Tác giả                     | Số quyển       |
| 1              | Sử ký          | Tư Mã Thiên                 | 130            |
| 2              | Hán thư        | Ban Cố                      | 100            |
| 3              | Hậu Hán thư    | Phạm Diệp                   | 120            |
| 4              | Tam quốc chí   | Trần Thọ                    | 65             |
| 5              | Tấn thư        | Phòng Huyền Linh (chủ biên) | 130            |
| 6              | Tống thư       | Thẩm Ước                    | 100            |
| 7              | Nam Tề thư     | Tiêu Tử Hiển                | 59             |
| 8              | Lương thư      | Diêu Tư Liêm                | 56             |
| 9              | Trần thư       | Diêu Tư Liêm                | 36             |
| 10             | Ngụy thư       | Ngụy Thâu                   | 114            |
| 11             | Bắc Tề thư     | Lý Bách Dược                | 50             |
| 12             | Chu thư        | Lệnh Hồ Đức Phân (chủ biên) | 50             |
| 13             | Tùy thư        | Ngụy Trưng (chủ biên)       | 85             |
| 14             | Nam sử         | Lý Diên Thọ                 | 80             |
| 15             | Bắc sử         | Lý Diên Thọ                 | 100            |
| 16             | Cựu Đường thư  | Lưu Hú (chủ biên)           | 200            |
| 17             | Tân Đường thư  | Âu Dương Tu, Tống Kỳ        | 225            |
| 18             | Cựu Ngũ Đại sử | Tiết Cư Chính (chủ biên)    | 150            |
| 19             | Tân Ngũ Đại sử | Âu Dương Tu (chủ biên)      | 74             |
| 20             | Tống sử        | Thoát Thoát (chủ biên)      | 496            |
| 21             | Liêu sử        | Thoát Thoát (chủ biên)      | 116            |
| 22             | Kim sử         | Thoát Thoát (chủ biên)      | 135            |
| 23             | Nguyên sử      | Tống Liêm (chủ biên)        | 210            |
| 24             | Minh sử        | Trương Đình Ngọc (chủ biên) | 332            |
| -              | Tân Nguyên sử  | Kha Thiệu Mân (chủ biên)    | 257            |
| -              | Thanh sử cảo   | Triệu Nhĩ Tốn (chủ biên)    | 529            |

Trần thư (chữ Hán giản thể: 陈书; phồn thể: 陳書) là một sách lịch sử theo thể kỷ truyện trong 24 sách lịch sử Trung Quốc (Nhị thập tứ sử) do Diêu Tư Liêm đời Đường viết và biên soạn vào năm Trinh Quán thứ 3 (năm 629) cùng lúc với việc biên soạn Lương thư, đến năm Trinh Quán thứ 10 (năm 636) thì cả hai bộ sử đều hoàn thành.
Tổng cộng có 36 quyển, bao gồm Bản kỷ 6 quyển, Liệt truyện 30 quyển, không có Chí, Biểu, sách ghi chép lịch sử hưng thịnh và suy vong của vương triều cuối cùng Nam Triều là nhà Trần thời Nam Bắc Triều bắt đầu từ khi Trần Vũ Đế kiến quốc năm 557 đến khi Trần Hậu Chủ đầu hàng nhà Tùy năm 589.
Khoảng thế kỷ 11, Tăng Củng thời Bắc Tống đã cho tu sửa, biên soạn lại và phát hành rộng rãi.

## Mục lục

### Bản kỷ
- Quyển 1 - Cao Tổ thượng
- Quyển 2 - Cao Tổ hạ
- Quyển 3 - Thế Tổ thượng
- Quyển 4 - Phế Đế
- Quyển 5 - Tuyên Đế
- Quyển 6 - Hậu Chủ

### Liệt truyện
- Quyển 7: Liệt truyện 1 - hoàng hậu truyện - Cao Tổ Chương hoàng hậu, Thế Tổ Thẩm hoàng hậu, Phế Đế vương hoàng hậu, Cao Tông Liễu hoàng hậu, Hậu Chủ Thẩm hoàng hậu
- Quyển 8: Liệt truyện 2 - Đỗ Tăng Minh, Chu Văn Dục, Hầu An Đô truyện
- Quyển 9: Liệt truyện 3 - Hầu Thiến, Âu Dương Ngỗi, Ngô Minh Triệt truyện
- Quyển 10: Liệt truyện 4 - Chu Thiết Hổ, Trình Linh Tẩy truyện
- Quyển 11: Liệt truyện 5 - Hoàng Pháp Cù, Thuần Vu Lượng, Chương Chiêu Đạt truyện
- Quyển 12: Liệt truyện 6 - Hồ Dĩnh, Hồ Thước, Từ Độ, Đỗ Lăng,Thẩm Khác truyện
- Quyển 13: Liệt truyện 7 - Từ Thế Phổ, Từ Thế Hưu, Lỗ Tất Đạt, Chu Phu, Tuân Lãng, Tuân Pháp Thượng, Chu Quýnh truyện
- Quyển 14: Liệt truyện 8 - Hành Dương Hiến Vương Xương, Nam Khang Mẫn Vương Đàm Lãng truyện
- Quyển 15: Liệt truyện 9 Tông thất truyện - Trần Nghĩ, Trần Tường, Trần Tuệ Kỷ
- Quyển 16: Liệt truyện 10 - Triệu Tri Lễ, Sái Cảnh Lịch, Lưu Sư Tri, Tạ Kỳ truyện
- Quyển 17: Liệt truyện 11 - Vương Xung, Vương Thông, Viên Kính truyện
- Quyển 18: Liệt truyện 12 - Thẩm Chúng, Viên Bí, Lưu Trọng Uy, Lưu Quảng Đức, Lục Sơn Tài, Vương Chất, Vi Tái truyện
- Quyển 19: Liệt truyện 13 - Thẩm Quýnh, Ngu Lệ, Mã Xu truyện
- Quyển 20: Liệt truyện 14 - Đáo Trọng Cử, Hàn Tử Cao, Hoa Hiệu truyện
- Quyển 21: Liệt truyện 15 - Tạ Triết, Tiêu Càn, Tạ Hỗ, Trương Chủng, Trương Lăng, Trương Trĩ Tài, Vương Cố, Khổng Hoán, Tiêu Duẫn truyện
- Quyển 22: Liệt truyện 16 - Lục Tử Long, Lục Chi Vũ, Lục Tử Tài, Tiền Đạo Tập, Lạc Nha truyện
- Quyển 23: Liệt truyện 17 - Thẩm Quân Lý, Thẩm Mại, Thẩm Quân Cao, Vương Dương, Vương Du, Lục Thiện, Lục Kiến Hiền truyện
- Quyển 24: Liệt truyện 18 - Chu Hoằng Chính, Viên Hiến truyện
- Quyển 25: Liệt truyện 19 - Bùi Kỵ, Tôn Dương truyện
- Quyển 26: Liệt truyện 20 - Từ Lăng truyện
- Quyển 27: Liệt truyện 21 - Giang Tổng, Diêu Sát truyện
- Quyển 28: Liệt truyện 22 Thế Tổ cửu vương, Cao Tông nhị thập cửu vương, Hậu Chủ chư tử
- Quyển 29: Liệt truyện 23 - Tông Nguyên Nhiêu, Tư Mã Thân, Mao Hỷ, Sái Trưng truyện
- Quyển 30: Liệt truyện 24 - Tiêu Tế, Lục Quỳnh, Cố Dã Vương, Phó Tái truyện
- Quyển 31: Liệt truyện 25 - Tiêu Ma Ha, Nhâm Trung, Phiền Nghị, Lỗ Quảng Đạt truyện
- Quyển 32: Liệt truyện 26 Hiếu hành truyện - Ân Bất Hại, Tạ Trinh, Tư Mã Cảo, Trương Chiêu
- Quyển 33: Liệt truyện 27 Nho lâm truyện - Thẩm Văn A, Thẩm Thù, Thích Cổn, Trịnh Chước, Toàn Hoãn, Trương Cơ, Cố Việt, Thẩm Bất Hại, Vương Nguyên Quy
- Quyển 34: Liệt truyện 28 Văn học truyện - Đỗ Chi Vỹ, Nhan Hoảng, Giang Đức Tảo, Dữu Trì, Hứa Hanh, Chử Giới, Sầm Chi Kính, Lục Diễm, Hà Chi Nguyên, Từ Bá Dương, Trương Chính Kiến, Sái Ngưng, Nguyễn Trác
- Quyển 35: Liệt truyện 29 - Hùng Đàm Lãng, Chu Địch, Lưu Dị, Trần Bảo Ưng truyện
- Quyển 36: Liệt truyện 30 - Thủy Hưng Vương Thúc Lăng, Tân An Vương Bá Cố truyện